# John Godolphin Bennett
John Godolphin Bennett (Londra, 8 giugno 1897 – Sherborne, 13 dicembre 1974) è stato un matematico e ingegnere britannico.
Fu anche viaggiatore, studioso di metafisica e di antiche religioni, e tentò di integrare il proprio sapere scientifico con le conoscenze acquisite in materia di filosofie orientali e misticismo.

## Carriera
Nato in Inghilterra da madre statunitense e padre britannico, giovanissimo divenne capitano nell'esercito di Sua Maestà e durante la Grande Guerra venne ferito gravemente. In quel periodo si trasferì a Costantinopoli, dove svolse attività di agente del Servizio Segreto inglese. La figura di John G Bennett è legata a quella di G. I. Gurdjieff. I due si conobbero proprio in Turchia nel 1921, dove Bennett incominciò a frequentare il giornalista russo Pëtr Demianovič Uspenskij con cui rimase legato per tantissimi anni.
Dal 1923, invece, non vide più Gurdjieff, se non dopo la morte di Ouspensky, nel 1948. Fu allora che Bennett scoprì che Gurdjieff era ancora in vita e decise di raggiungerlo a Parigi, dove questi aveva riunito una gran quantità di allievi francesi, inglesi, russi e statunitensi.